# Stazioni della metropolitana di Barcellona
Questo pagina riporta l'elenco delle stazioni della metropolitana di Barcellona. L'elenco comprende sia le stazioni delle linee gestite da Transports Metropolitans de Barcelona (L1, L2, L3, L4, L5, L9 Nord, L9 Sud, L10 Nord, L10 Sud e L11) che quelle delle linee gestite da Ferrocarrils de la Generalitat de Catalunya (L6, L7, L8 e L12). Sono riportate anche le stazioni dismesse, quelle realizzate ma mai entrate in servizio (stazioni fantasma) e quelle in fase di realizzazione certa.

## Stazioni in esercizio
L'elenco è strutturato in questo modo:
| Stazione                                       | Linee                                                                          | Apertura                                                      | Interscambio | Accessibilità | Comune                             |
| ---------------------------------------------- | ------------------------------------------------------------------------------ | ------------------------------------------------------------- | --- | --- | ---------------------------------- |
| Nome ufficiale della stazione (es. Catalunya). | Le linee che servono la stazione, indicate con i relativi simboli (es. , ecc.) | Anno della prima apertura assoluta della stazione al pubblico | Eventuali interscambi con altre linee di trasporto urbano, come ferrovie, tranvie e funicolari. Tutte le stazioni hanno un interscambio con linee di autobus, che quindi non è riportato | "sì" indica che la stazione è dotata di sistemi di accessibilità per persone a mobilità ridotta (ascensori e/o montascale) | Comune in cui si trova la stazione |

### A
| Stazione            | Linee | Apertura | Interscambio | Accessibilità | Comune                         |
| ------------------- | ----- | -------- | ------------ | ------------- | ------------------------------ |
| Aeroport T1         |       | 2016     |              | sì            | El Prat de Llobregat           |
| Aeroport T2         |       | 2016     |              | sì            | El Prat de Llobregat           |
| Alfons X            |       | 1974     |              | sì            | Barcellona                     |
| Almeda              |       | 1985     |              | sì            | Cornellà de Llobregat          |
| Arc de Triomf       |       | 1989     |              | sì            | Barcellona                     |
| Artigues-Sant Adrià |       | 1985     |              | sì            | Sant Adrià de Besòs e Badalona |
| Avinguda Carrilet   |       | 1912     |              | sì            | L'Hospitalet de Llobregat      |
| Avinguda Tibidabo   |       | 1954     |              | sì            | Barcellona                     |

### B
| Stazione              | Linee | Apertura | Interscambio | Accessibilità | Comune                    |
| --------------------- | ----- | -------- | ------------ | ------------- | ------------------------- |
| Bac de Roda           |       | 1997     |              | sì            | Barcellona                |
| Badal                 |       | 1969     |              | sì            | Barcellona                |
| Badalona Pompeu Fabra |       | 2010     |              | sì            | Badalona                  |
| Barceloneta           |       | 1976     |              | sì            | Barcellona                |
| Baró de Viver         |       | 1983     |              | sì            | Barcellona                |
| Bellvitge             |       | 1989     |              | sì            | L'Hospitalet de Llobregat |
| Besòs                 |       | 1982     |              | sì            | Barcellona                |
| Besòs Mar             |       | 1982     |              | sì            | Barcellona                |
| Bogatell              |       | 1977     |              | sì            | Barcellona                |
| Bon Pastor            |       | 2010     |              | sì            | Barcellona                |

### C
| Stazione                 | Linee | Apertura | Interscambio | Accessibilità | Comune                    |
| ------------------------ | ----- | -------- | ------------ | ------------- | ------------------------- |
| Camp de l'Arpa           |       | 1970     |              | sì            | Barcellona                |
| Can Boixeres             |       | 1976     |              | sì            | L'Hospitalet de Llobregat |
| Can Cuiàs                |       | 2003     |              | sì            | Montcada i Reixac         |
| Can Peixauet             |       | 2009     |              | sì            | Santa Coloma de Gramenet  |
| Can Serra                |       | 1987     |              | sì            | L'Hospitalet de Llobregat |
| Can Tries-Gornal         |       | 2016     |              | sì            | L'Hospitalet de Llobregat |
| Can Vidalet              |       | 1976     |              | sì            | Esplugues de Llobregat    |
| Can Zam                  |       | 2009     |              | sì            | Santa Coloma de Gramenet  |
| Canyelles                |       | 2001     |              | sì            | Barcellona                |
| Casa de l'Aigua          |       | 2003     |              | sì            | Barcellona                |
| Catalunya                |       | 1931     |              | sì            | Barcellona                |
| Cèntric                  |       | 2016     |              | sì            | El Prat de Llobregat      |
| Ciutadella-Vila Olímpica |       | 1977     |              | ---           | Barcellona                |
| Ciutat de la Justícia    |       | 2019     |              | sì            | L'Hospitalet de Llobregat |
| Ciutat Meridiana         |       | 2003     |              | sì            | Barcellona                |
| Clot                     |       | 1951     |              | sì            | Barcellona                |
| Collblanc                |       | 1969     |              | sì            | Barcellona                |
| Congrés                  |       | 1959     |              | sì            | Barcellona                |
| Cornellà Centre          |       | 1983     |              | sì            | Cornellà de Llobregat     |
| Cornellà-Riera           |       | 1985     |              | sì            | Cornellà de Llobregat     |

### D
| Stazione          | Linee | Apertura | Interscambio | Accessibilità | Comune     |
| ----------------- | ----- | -------- | ------------ | ------------- | ---------- |
| Diagonal-Provença |       | 1924     |              | sì            | Barcellona |
| Drassanes         |       | 1968     |              | sì            | Barcellona |

### E
| Stazione             | Linee | Apertura | Interscambio | Accessibilità | Comune                                 |
| -------------------- | ----- | -------- | ------------ | ------------- | -------------------------------------- |
| Ecoparc              |       | 2021     |              | sì            | Barcellona                             |
| El Carmel            |       | 2010     |              | sì            | Barcellona                             |
| El Coll-La Teixonera |       | 2010     |              | sì            | Barcellona                             |
| El Maresme-Fòrum     |       | 2003     |              | sì            | Barcellona                             |
| El Prat Estació      |       | 1881     |              | sì            | El Prat de Llobregat                   |
| El Putxet            |       | 1954     |              | sì            | Barcellona                             |
| Encants              |       | 1997     |              | sì            | Barcellona                             |
| Entença              |       | 1969     |              | sì            | Barcellona                             |
| Ernest Lluch         |       | 2021     |              | sì            | L'Hospitalet de Llobregat e Barcellona |
| Església Major       |       | 2009     |              | sì            | Santa Coloma de Gramenet               |
| Espanya              |       | 1926     |              | sì            | Barcellona                             |
| Europa-Fira          |       | 2007     |              | sì            | L'Hospitalet de Llobregat              |
| 1.                   |       |          |              |               |                                        |

### F
| Stazione     | Linee | Apertura | Interscambio | Accessibilità | Comune                    |
| ------------ | ----- | -------- | ------------ | ------------- | ------------------------- |
| Fabra i Puig |       | 1954     |              | sì            | Barcellona                |
| Fira         |       | 2016     |              | sì            | L'Hospitalet de Llobregat |
| Florida      |       | 1987     |              | sì            | L'Hospitalet de Llobregat |
| Foc          |       | 2018     |              | sì            | Barcellona                |
| Fondo        |       | 1992     |              | sì            | Santa Coloma de Gramenet  |
| Foneria      |       | 2018     |              | sì            | Barcellona                |
| Fontana      |       | 1925     |              | sì            | Barcellona                |

### G
| Stazione                      | Linee | Apertura | Interscambio | Accessibilità | Comune                    |
| ----------------------------- | ----- | -------- | ------------ | ------------- | ------------------------- |
| Gavarra                       |       | 1983     |              | sì            | Cornellà de Llobregat     |
| Girona                        |       | 1973     |              | sì            | Barcellona                |
| Glòries                       |       | 1951     |              | sì            | Barcellona                |
| Gorg                          |       | 1985     |              | sì            | Badalona                  |
| Gornal                        |       | 1977     |              | sì            | L'Hospitalet de Llobregat |
| Gràcia                        |       | 1929     |              | sì            | Barcellona                |
| Guinardó-Hospital de Sant Pau |       | 1973     |              | sì            | Barcellona                |

### H
| Stazione              | Linee | Apertura | Interscambio | Accessibilità | Comune                    |
| --------------------- | ----- | -------- | ------------ | ------------- | ------------------------- |
| Horta                 |       | 1967     |              | sì            | Barcellona                |
| Hospital Clínic       |       | 1969     |              | sì            | Barcellona                |
| Hospital de Bellvitge |       | 1989     |              | sì            | L'Hospitalet de Llobregat |
| Hostafrancs           |       | 1926     |              | sì            | Barcellona                |

### I
| Stazione       | Linee | Apertura | Interscambio | Accessibilità | Comune                    |
| -------------- | ----- | -------- | ------------ | ------------- | ------------------------- |
| Ildefons Cerdà |       | 1987     |              | sì            | L'Hospitalet de Llobregat |

### J
| Stazione | Linee | Apertura | Interscambio | Accessibilità | Comune     |
| -------- | ----- | -------- | ------------ | ------------- | ---------- |
| Jaume I  |       | 1926     |              | ---           | Barcellona |
| Joanic   |       | 1973     |              | sì            | Barcellona |

### L
| Stazione        | Linee | Apertura | Interscambio | Accessibilità | Comune               |
| --------------- | ----- | -------- | ------------ | ------------- | -------------------- |
| La Bonanova     |       | 1887     |              | sì            | Barcellona           |
| La Pau          |       | 1982     |              | sì            | Barcellona           |
| La Sagrera      |       | 1953     |              | sì            | Barcellona           |
| La Salut        |       | 2010     |              | sì            | Badalona             |
| Les Corts       |       | 1975     |              | sì            | Barcellona           |
| Les Moreres     |       | 2016     |              | sì            | El Prat de Llobregat |
| Les Tres Torres |       | 1929     |              | sì            | Barcellona           |
| Lesseps         |       | 1924     |              | sì            | Barcellona           |
| Liceu           |       | 1925     |              | sì            | Barcellona           |
| Llacuna         |       | 1977     |              | sì            | Barcellona           |
| Llefià          |       | 2010     |              | sì            | Badalona             |
| Llucmajor       |       | 1982     |              | sì            | Barcellona           |

### M
| Stazione                    | Linee | Apertura | Interscambio | Accessibilità | Comune                |
| --------------------------- | ----- | -------- | ------------ | ------------- | --------------------- |
| Magòria-La Campana          |       | 1997     |              | sì            | Barcellona            |
| Maragall                    |       | 1959     |              | ---           | Barcellona            |
| Maria Cristina              |       | 1975     |              | sì            | Barcellona            |
| Marina                      |       | 1933     |              | sì            | Barcellona            |
| Mas Blau                    |       | 2016     |              | sì            | El Prat de Llobregat  |
| Mercabarna                  |       | 2016     |              | sì            | Barcellona            |
| Mercat Nou                  |       | 1926     |              | sì            | Barcellona            |
| Molí Nou-Ciutat Cooperativa |       | 2000     |              | sì            | Sant Boi de Llobregat |
| Montbau                     |       | 1985     |              | sì            | Barcellona            |
| Monumental                  |       | 1995     |              | sì            | Barcellona            |
| Mundet                      |       | 2001     |              | sì            | Barcellona            |
| Muntaner                    |       | 1929     |              | sì            | Barcellona            |

### N
| Stazione | Linee | Apertura | Interscambio | Accessibilità | Comune     |
| -------- | ----- | -------- | ------------ | ------------- | ---------- |
| Navas    |       | 1953     |              | sì            | Barcellona |

### O
| Stazione         | Linee | Apertura | Interscambio | Accessibilità | Comune     |
| ---------------- | ----- | -------- | ------------ | ------------- | ---------- |
| Onze de Setembre |       | 2010     |              | sì            | Barcellona |

### P
| Stazione                   | Linee | Apertura | Interscambio | Accessibilità | Comune                    |
| -------------------------- | ----- | -------- | ------------ | ------------- | ------------------------- |
| Pàdua                      |       | 1954     |              | sì            | Barcellona                |
| Palau Reial                |       | 1975     |              | sì            | Barcellona                |
| Paral·lel                  |       | 1970     |              | sì            | Barcellona                |
| Parc Logístic              |       | 2016     |              | sì            | Barcellona                |
| Parc Nou                   |       | 2016     |              | sì            | El Prat de Llobregat      |
| Passeig de Gràcia          |       | 1924     |              | sì            | Barcellona                |
| Penitents                  |       | 1985     |              | sì            | Barcellona                |
| Pep Ventura                |       | 1985     |              | sì            | Badalona                  |
| Plaça Molina               |       | 1954     | [ P 1 ]      | sì            | Barcellona                |
| Plaça de Sants             |       | 1926     |              | ---           | Barcellona                |
| Plaça del Centre           |       | 1975     |              | sì            | Barcellona                |
| Poble Sec                  |       | 1975     |              | sì            | Barcellona                |
| Poblenou                   |       | 1977     |              | sì            | Barcellona                |
| Port Comercial-La Factoria |       | 2021     |              | sì            | Barcellona                |
| Provençana                 |       | 2019     |              | sì            | L'Hospitalet de Llobregat |
| Pubilla Cases              |       | 1973     |              | sì            | Barcellona                |
| 1.                         |       |          |              |               |                           |

### R
| Stazione             | Linee | Apertura | Interscambio | Accessibilità | Comune                    |
| -------------------- | ----- | -------- | ------------ | ------------- | ------------------------- |
| Rambla Just Oliveras |       | 1987     |              | sì            | L'Hospitalet de Llobregat |
| Reina Elisenda       |       | 1976     |              | sì            | Barcellona                |
| Rocafort             |       | 1926     |              | sì            | Barcellona                |
| Roquetes             |       | 2008     |              | sì            | Barcellona                |

### S
| Stazione             | Linee | Apertura | Interscambio | Accessibilità | Comune                    |
| -------------------- | ----- | -------- | ------------ | ------------- | ------------------------- |
| Sagrada Família      |       | 1970     |              | sì            | Barcellona                |
| Sant Andreu Comtal   |       | 1968     |              | sì            | Barcellona                |
| Sant Antoni          |       | 1995     |              | sì            | Barcellona                |
| Sant Boi             |       | 1912     |              | sì            | Sant Boi de Llobregat     |
| Sant Gervasi         |       | 1863     | [ S 1 ]      | sì            | Barcellona                |
| Sant Ildefons        |       | 1976     |              | sì            | Cornellà de Llobregat     |
| Sant Josep           |       | 1986     |              | sì            | L'Hospitalet de Llobregat |
| Sant Martí           |       | 1997     |              | sì            | Barcellona                |
| Sant Pau-Dos de Maig |       | 1970     |              | sì            | Barcellona                |
| Sant Roc             |       | 1985     |              | sì            | Badalona                  |
| Santa Coloma         |       | 1983     |              | sì            | Santa Coloma de Gramenet  |
| Santa Eulàlia        |       | 1932     |              | sì            | L'Hospitalet de Llobregat |
| Santa Rosa           |       | 2011     |              | sì            | Santa Coloma de Gramenet  |
| Sants-Estació        |       | 1969     |              | sì            | Barcellona                |
| Sarrià               |       | 1863     |              | sì            | Barcellona                |
| Selva de Mar         |       | 1977     |              | sì            | Barcellona                |
| Singuerlín           |       | 2009     |              | sì            | Santa Coloma de Gramenet  |
| 1.                   |       |          |              |               |                           |

### T
| Stazione            | Linee | Apertura | Interscambio | Accessibilità | Comune                    |
| ------------------- | ----- | -------- | ------------ | ------------- | ------------------------- |
| Tarragona           |       | 1975     |              | sì            | Barcellona                |
| Tetuán              |       | 1995     |              | sì            | Barcellona                |
| Torras i Bages      |       | 1982     |              | sì            | Barcellona                |
| Torrassa            |       | 1983     |              | sì            | L'Hospitalet de Llobregat |
| Torre Baró-Vallbona |       | 1970     |              | sì            | Barcellona                |
| Trinitat Nova       |       | 1999     |              | sì            | Barcellona                |
| Trinitat Vella      |       | 1983     |              | sì            | Barcellona                |

### U
| Stazione    | Linee | Apertura | Interscambio | Accessibilità | Comune     |
| ----------- | ----- | -------- | ------------ | ------------- | ---------- |
| Universitat |       | 1926     |              | sì            | Barcellona |
| Urgell      |       | 1926     |              | sì            | Barcellona |
| Urquinaona  |       | 1926     |              | ---           | Barcellona |

### V
| Stazione      | Linee | Apertura | Interscambio | Accessibilità | Comune              |
| ------------- | ----- | -------- | ------------ | ------------- | ------------------- |
| Vall d'Hebron |       | 1985     |              | sì            | Barcellona          |
| Vallcarca     |       | 1985     |              | ---           | Barcellona          |
| Valldaura     |       | 2001     |              | sì            | Barcellona          |
| Verdaguer     |       | 1970     |              | ---           | Barcellona          |
| Via Júlia     |       | 1982     |              | sì            | Barcellona          |
| Verneda       |       | 1985     |              | sì            | Sant Adrià de Besòs |
| Vilapicina    |       | 1959     |              | sì            | Barcellona          |
| Virrei Amat   |       | 1959     |              | sì            | Barcellona          |

### Z
| Stazione           | Linee | Apertura | Interscambio | Accessibilità | Comune     |
| ------------------ | ----- | -------- | ------------ | ------------- | ---------- |
| ZAL-Riu Vell       |       | 2021     |              | sì            | Barcellona |
| Zona Franca        |       | 2020     |              | sì            | Barcellona |
| Zona Universitària |       | 1975     |              | sì            | Barcellona |

## Stazioni non più in esercizio
L'elenco riporta le stazioni che sono state chiuse e non sono più in esercizio. La linea riportata è quella servita al momento della chiusura della stazione.
| Stazione          | Linea | Apertura | Chiusura | Comune     |
| ----------------- | ----- | -------- | -------- | ---------- |
| Bordeta           |       | 1926     | 1983     | Barcellona |
| Correus (Correos) |       | 1934     | 1972     | Barcellona |
| Ferran (Fernando) |       | 1946     | 1968     | Barcellona |

## Stazioni mai entrate in esercizio
L'elenco riporta le stazioni che sono state realizzate ma non sono mai entrate in esercizio (stazioni fantasma). La linea riportata è quella che avrebbe dovuto essere servita secondo i progetti originari.
| Stazione     | Linea | Realizzazione | Comune     |
| ------------ | ----- | ------------- | ---------- |
| Banc (Banco) |       | 1911          | Barcellona |
| Gaudí        |       | 1960          | Barcellona |

## Stazioni in costruzione
L'elenco riporta le stazioni attualmente in costruzione, con la data prevista di entrata in servizio.
| Stazione                      | Linee | Apertura prevista | Interscambio | Accessibilità | Comune     |
| ----------------------------- | ----- | ----------------- | ------------ | ------------- | ---------- |
| Polígon Pratenc               |       | 2022              |              | sì            | Barcellona |
| Camp Nou                      |       | 2023              |              | sì            | Barcellona |
| Sarrià                        |       | 2023              |              | sì            | Barcellona |
| Lesseps                       |       | 2023              |              | sì            | Barcellona |
| Guinardó-Hospital de Sant Pau |       | 2023              |              | sì            | Barcellona |
| La Sagrera                    |       | 2023              |              | sì            | Barcellona |
| La Sagrera-TAV                |       | 2023              |              | sì            | Barcellona |
| Mandri                        |       | 2024              |              | sì            | Barcellona |
| Sanllehy                      |       | 2024              |              | sì            | Barcellona |
| Maragall                      |       | 2024              |              | sì            | Barcellona |
| Motors                        |       | 2025/2026         |              | sì            | Barcellona |
| Campus Nord                   |       | 2025/2026         |              | sì            | Barcellona |
| Manuel Girona                 |       | 2025/2026         |              | sì            | Barcellona |
| El Putxet                     |       | 2025/2026         |              | sì            | Barcellona |

## Stazioni con doppia denominazione
Alcune stazioni hanno una denominazione differente a seconda dell'operatore:
| Nome TMB              | Nome FGC, Renfe o TRAM           |
| --------------------- | -------------------------------- |
| Avinguda Carrilet     | L'Hospitalet - Avinguda Carrilet |
| Catalunya             | Barcelona - Plaça Catalunya      |
| Clot                  | El Clot - Aragó                  |
| Cornellà Centre       | Cornellà                         |
| Ciutat de la Justícia | Ildefons Cerdà                   |
| Diagonal              | Provença                         |
| Espanya               | Barcelona - Plaça Espanya        |
| Fabra i Puig          | Sant Andreu Arenal               |
| Gornal                | Bellvitge                        |
| Fòrum                 | El Maresme                       |
| Rambla Just Oliveras  | L'Hospitalet de Llobregat        |
| Sant Andreu           | Sant Andreu Comtal               |
| Sants-Estació         | Barcelona Sants                  |
| Vallbona              | Torre del Baró                   |